# A-Ba-Ni-Bi
A-Ba-Ni-Bi (in ebraico א-ב-ני-בי‎?) è stata la canzone vincitrice dell'Eurovision Song Contest 1978, scritta da Nurit Hirsh ed Ehud Manor e cantata, in ebraico (mista alla cosiddetta "Lingua-Bet" dei bambini) e inglese, da Izhar Cohen insieme al gruppo Alphabeta in rappresentanza di Israele.

## Storia
Il brano segnò la prima vittoria assoluta per Israele; ciò significava che l'edizione seguente del Contest avrebbe avuto luogo geograficamente fuori dall'Europa per la prima volta.
Con il suo ritmo incalzante, la canzone è ricordata dai fans della manifestazione come una delle meglio riuscite nella sua storia, tanto da essere stata più volte ricordata o ricantata in medley, come quello della prima semifinale durante l'Eurovision Song Contest 2006 ad Atene.
Il brano affronta il tema dell'amore dal punto di vista dei bambini. Cohen canta che, crescendo, "abbiamo apprezzato in segreto / Chi secondo noi era bello" [...] e che l'amore è stato condotto in segreto e "Noi lo sussurriamo solo nella lingua Bet". Egli paragona questo comportamento fino all'età adulta, in cui, però, ci si rende conto che "L'amore è una bella parola" e che l'umanità dovrebbe "parlare in un linguaggio d'amore", al posto della lingua del segreto. Per questo motivo, il brano utilizza il "linguaggio Bet", un gioco linguistico per bambini dove ogni sillaba di una parola è ripetuta con l'aggiunta delle sillabe "ba", "be", "bi", "bo" e "bu". Così, l'ebraico "a-ni o-hev o-tach" (in ebraico: אני אוהב אותך - "ti amo") diventa "a-ba-ni-bi o-bo-he-be-vo-bo- ta-ba-ch".
Durante il concorso, Cohen e i suoi cinque coristi (due uomini: Reuven Erez e Itzhak Okev, e tre donne: Lisa Gold-Rubin, Nehama Shutan, e Esther Tzuberi) indossvano abiti in bianco e ballavano a ritmo.
A-Ba-Ni-Bi fu eseguita per diciottesima nella serata, dopo il Lussemburgo (con le Baccara) e prima dell'Austria (rappresentata dagli Springtime); alla fine delle votazioni ricevette ben 157 punti, trionfando sui venti partecipanti totali.

## Controversie
Gli emittenti di molti dei paesi arabi non partecipanti del Nordafrica e dell'Asia, dove era stato trasmesso il concorso, tagliarono la trasmissione quando era chiaro che Israele avrebbe vinto. La televisione giordana (JRTV), ad esempio, tagliò la trasmissione e mostrò immagini di fiori.
In seguito, i mezzi di informazione giordani si rifiutarono di riconoscere che Israele avesse vinto e annunciarono il loro vincitore: il Belgio (che era in realtà arrivato secondo).